# Mavrc
Mavrc este o localitate din comuna Kostel, Slovenia.